# Pępowo (województwo pomorskie)
Pępowo (kaszub. Pãpòwò, niem. Pempau) – wieś kaszubska w Polsce położona w województwie pomorskim, w powiecie kartuskim, w gminie Żukowo. W 2021 roku w Pępowie mieszkało 2809 osób. 

## Położenie

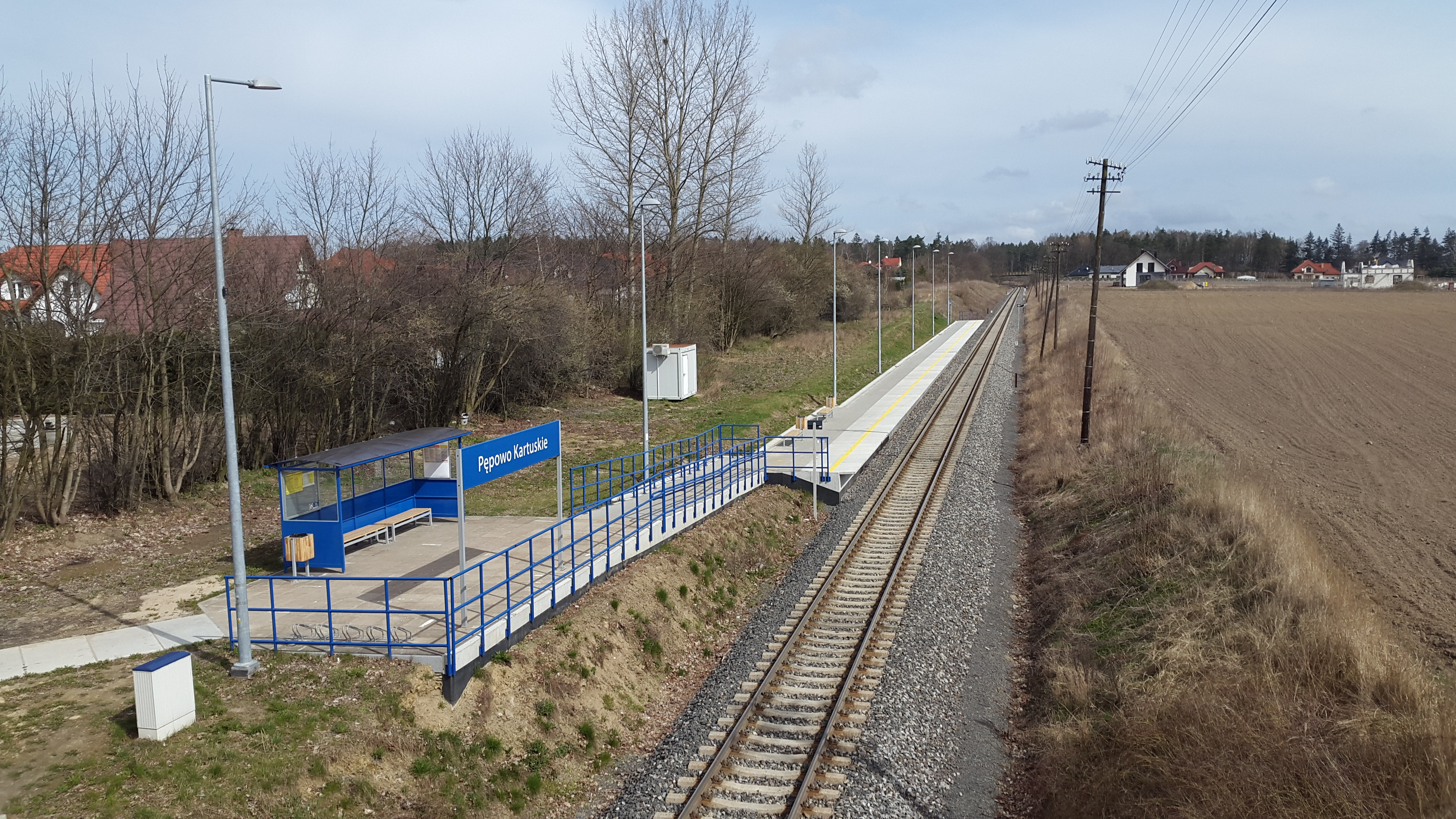
Przystanek Pępowo Kartuskie obsługiwany przez PKM

Pępowo położone jest na wschodnim skraju Pojezierza Kaszubskiego, 19 km na południowy zachód od Gdańska. Przez miejscowość przebiega linia kolejowa nr 201 Nowa Wieś Wielka – Gdynia Port (cześć magistrali węglowej) z przystankiem Pępowo Kartuskie z 1938 i ponownie uruchomionym w 2015.
Prywatna wieś szlachecka położona była w drugiej połowie XVI wieku w powiecie gdańskim województwa pomorskiego. W latach 1975–1998 miejscowość znajdowała się w województwie gdańskim.

## Historia
Pierwsza wzmianka o założonej w czasach krzyżackich osadzie Pampow pochodzi z 1342, podlegała ona obwodowi ziemskiemu w Sulminie. Po wojnie trzynastoletniej Pępowo wraz z Leźnem weszło w skład dóbr królewskich i odtąd przez przeszło trzy wieki dzierżawcy Leźna zazwyczaj gospodarowali jednocześnie w Pępowie, które było zaliczane do tzw. „dóbr Leźnińskich”. Dzierżawiły je rody Heidensteinów, Bielińskich, Przebendowskich i Grabowskich, wg dokumentu z 1648 dzierżawcą Pępowa był Henryk Heyna. W 1786 podupadły majątek kupił Georg Helffenstein, który rozbudował folwark i pałac w Leźnie, dokonał melioracji i nasadzeń szpalerów drzew przy drogach do Pępowa i Czapli. W czasie wojen napoleońskich Leźno znacznie ucierpiało.
Po rozbiorach dobra zostały sprzedane. 8 stycznia 1832 zakupił Leźno wraz Pępowem, Czaplami i Borczem od Henryka, wnuka Georga Helffesteina radca handlowy Friedrich August Hoene i powierzył je w zarząd niejakiemu Timreckowi w latach 1832–1862, płacąc mu za tę pracę 3 tys. talarów. Hoene wybudował wszystkie budynki w Borczu, owczarnie w Leźnie, Lniskach, Pępowie, zaś w Lezenku owczarnię z kamienia i stajnie za pieniądze pochodzące z dochodów z majątku w Lezenku.
W tym samym czasie została uregulowana rzeka Radunia, co przyczyniło się do lepszego wykorzystania rolniczego łąk w szerokiej dolinie rzeki. W latach 1841–1851 zbudowano drogę z Gdańska do Kartuz. W 1853 Pępowo, w 1854 – Borcz, a w 1856 las borecki oddzielono od dóbr lezeńskich i oddano najmłodszemu synowi. Friedrich Hoene syn (26 I 1828 – 3 IV 1899) był bardzo dobrym gospodarzem, zarządzał majątkiem Pępowo od 1853.
Dobra przeszły w ręce synów. Pępowo i Borcz w ręce Friedricha (syna) Hoenego, a Leźno i Lniska objął w posiadanie Richard Hoene. Dobra Leźno i Lniska liczyły wówczas 5500 morgów pruskich (1125 ha). Richard Hoene w latach 1863–1870 wybudował śluzę na Raduni, na granicy Leźna i Pępowa pobudował cegielnię, w której produkowano głównie rury do drenarki. Jednocześnie użyźniał i uszlachetniał glebę nawożąc ją wapnem i gliną marglową.
Przed 1870 syn Friedricha wybudował niewielki dwór na miejscu barokowego dworu, który został rozebrany. Przed końcem XIX w. przebudowano i zmodernizowano zabudowania folwarczne, uruchomiona została m.in. parowa gorzelnia.
W swoim testamencie córka Friedricha, Emilie Hoene (1825-1917) przekazała będący w posiadaniu rodziny od 1813 Park Oruński mieszkańcom Gdańska
Po 1918 liczący 720 ha majątek został częściowo przejęty przez państwo polskie, które osiedliło na tych terenach górali z Podhala wraz z rodzinami.
We wrześniu 1939 dziedzic Pępowa Otto von Hoene otoczył opieką wszystkich mieszkańców, w tym również osadników z gór. Zostali oni jednak wysiedleni przez hitlerowców do Generalnej Guberni. 71-letni Otto von Hoene zmarł w 1943 i został pochowany na rodzinnym cmentarzyku w Pępowie.
W czasie natarcia sowietów w latach 1944–1945 Pępowo przechodziło z rąk do rąk aż trzykrotnie. Ostatecznie zostało zajęte przez oddziały Armii Czerwonej 13 marca 1945. Folwark pozostawał w rękach rodziny Hoene do 1945, po czym przez kilka lat opuszczony popadł w ruinę. Po wojnie majątek rozparcelowano i utworzono spółdzielnię produkcyjną, która jednak już w 1954 upadła. Wobec ponawianych postulatów ludności rozpoczęto w 1959 remont dworku rodziny Hoene (na zdjęciu) w 1961 otworzono szkołę podstawową, która obecnie nosi im. ppor. Klemensa Wickiego.

## Muzea
W Pępowie mieści się prywatne Muzeum Volkswagena, jedyne na Pomorzu i największe w Polsce oraz w Europie Środkowej, oferowane są tu również noclegi i pole campingowe.

## Galeria

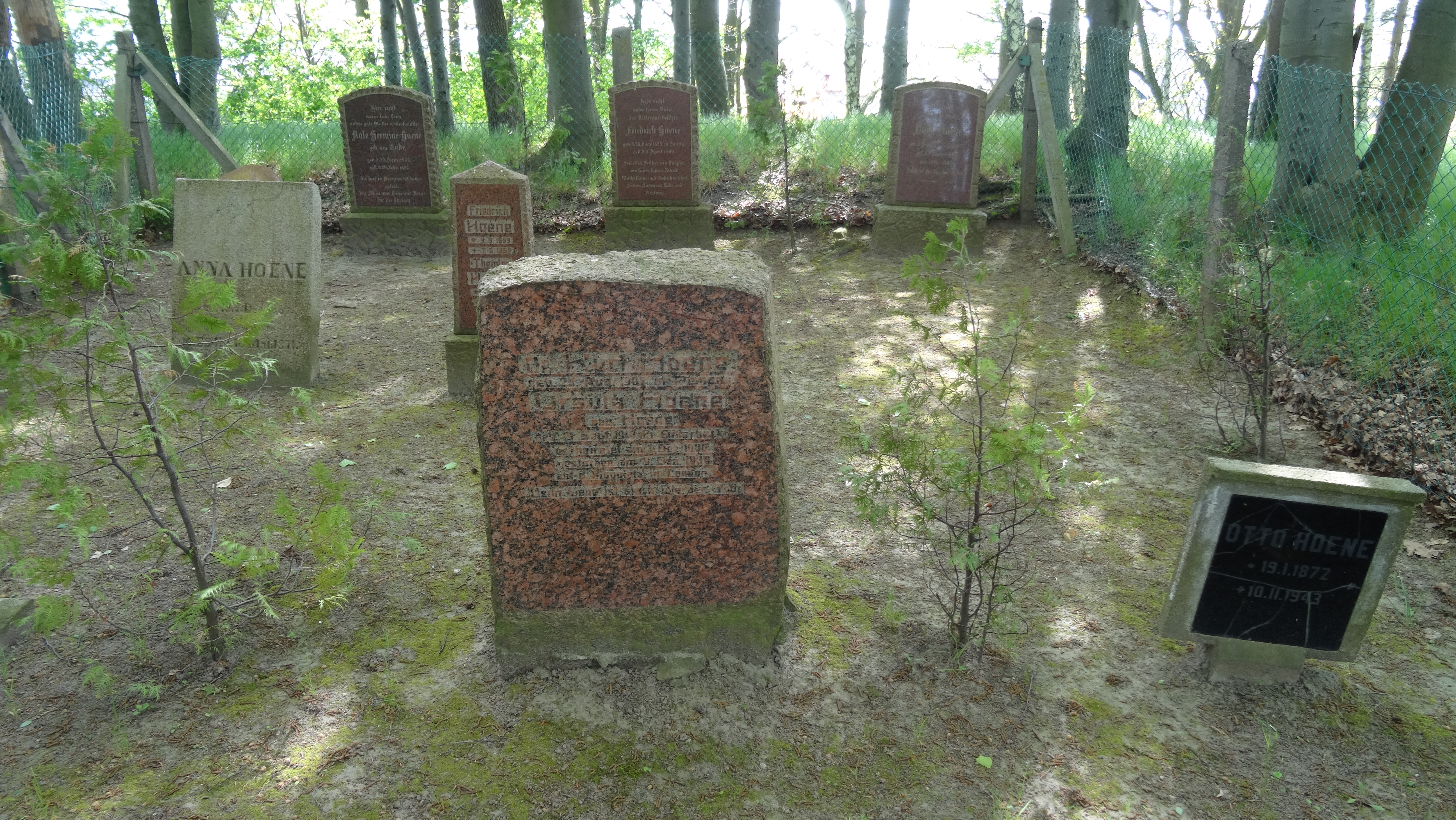
Cmentarzyk rodziny Hoene, dawnych posiadaczy majątku Pępowo
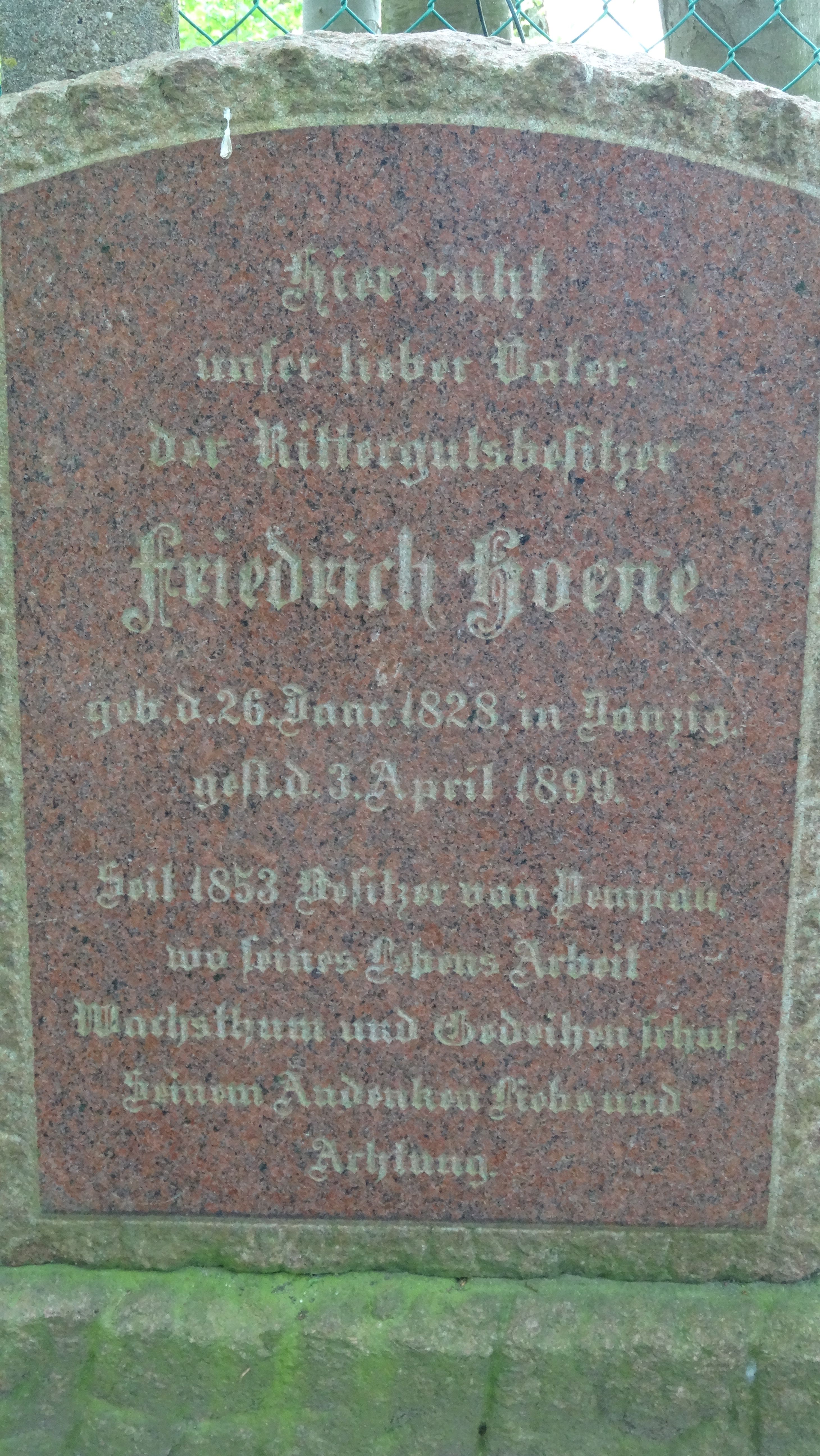
Grób Friedricha Hoene syna na rodzinnym cmentarzyku w Pępowie